# 葉天陛
葉天陛（？—？），字懋縉，别號翼堂，福建興化府莆田縣民籍，明朝政治人物。

## 生平
万历三十七年（1609）己酉科福建乡试第六十九名举人，四十四年（1616）丙辰科三甲四十一名进士，工部觀政，授江西臨川縣知縣，四十六年本省同考，天啓二年補直隸泾县知县，五年行取，迁刑部主事，本年转南礼部，六年升精膳司郎中。崇祯元年（1628年）官至江西广信府知府，次年拾遺为民。

## 家族
曾祖葉珩，貴州左布政使。祖父葉十需，工部员外郎。父葉九節，光禄寺署丞。
兒媳游氏，员外郎游叔驊女，知府叶天陛子綦英妻。歸英甫二載而寡，守節三十餘年，年五十七卒。女叶氏，舉人周圻妻，年二十六而寡，撫孤成立，為夫及翁營葬，至九十一歲卒。

## 引用
1. ↑  《萬曆四十四年丙辰科進士序齒録》：葉天陛，翼堂，書四房，壬辰九月二十九日生。